# 82 Dywizjon Dowodzenia

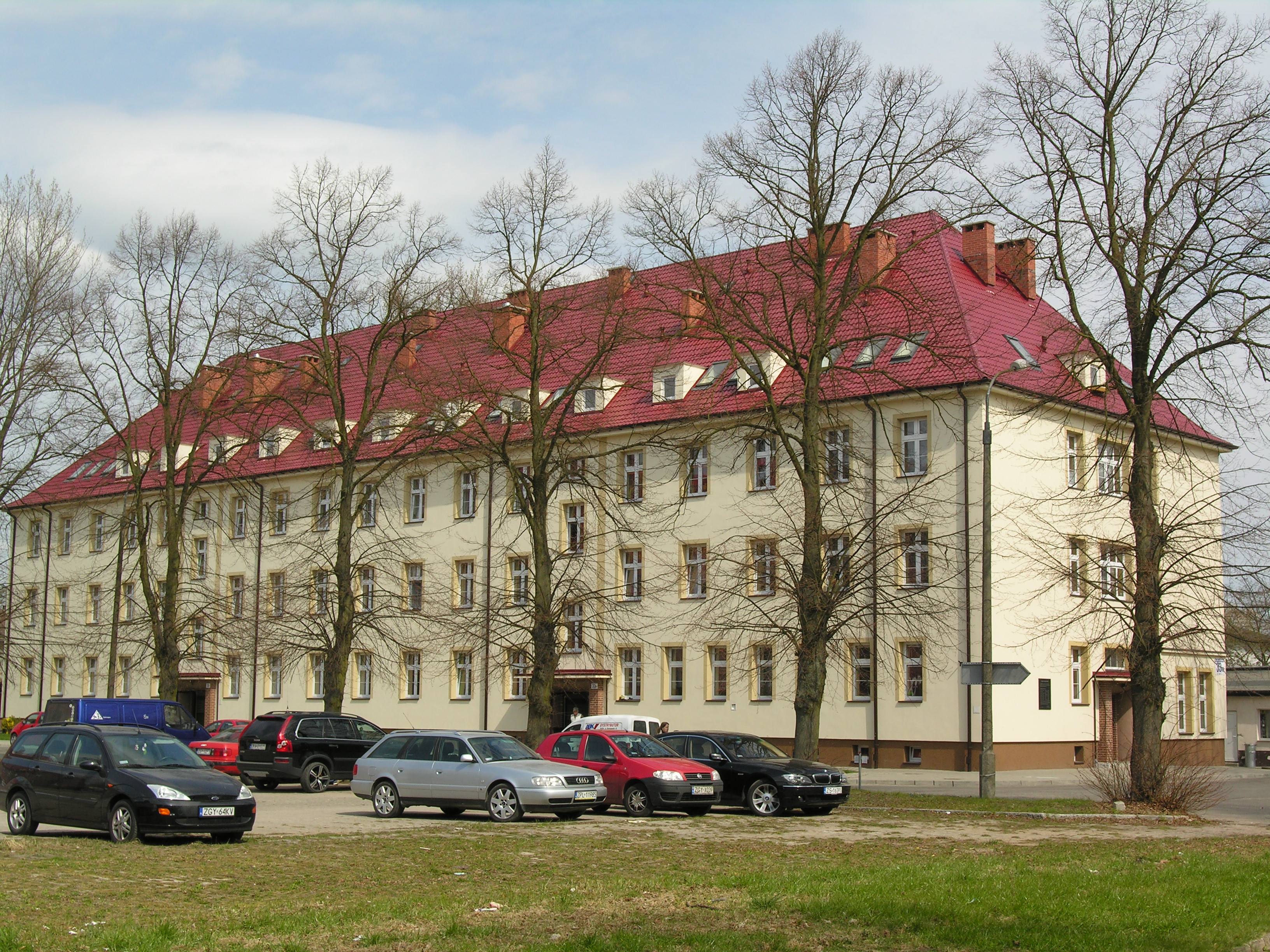
Były koszarowiec, obecnie budynek mieszkalny

82 dywizjon dowodzenia Obrony Powietrznej (82 ddow OP) – pododdział Wojska Polskiego, stacjonujący w Gryficach, podlegał dowódcy 26 Brygady Rakietowej Obrony Powietrznej.

## Historia
5 listopada 1988 – dywizjon dowodzenia brygady przekształcono w samodzielną jednostkę 82 dywizjon dowodzenia (82 ddow).
31 grudnia 2001 dywizjon został rozformowany.